# Zaubermühle Merklingen

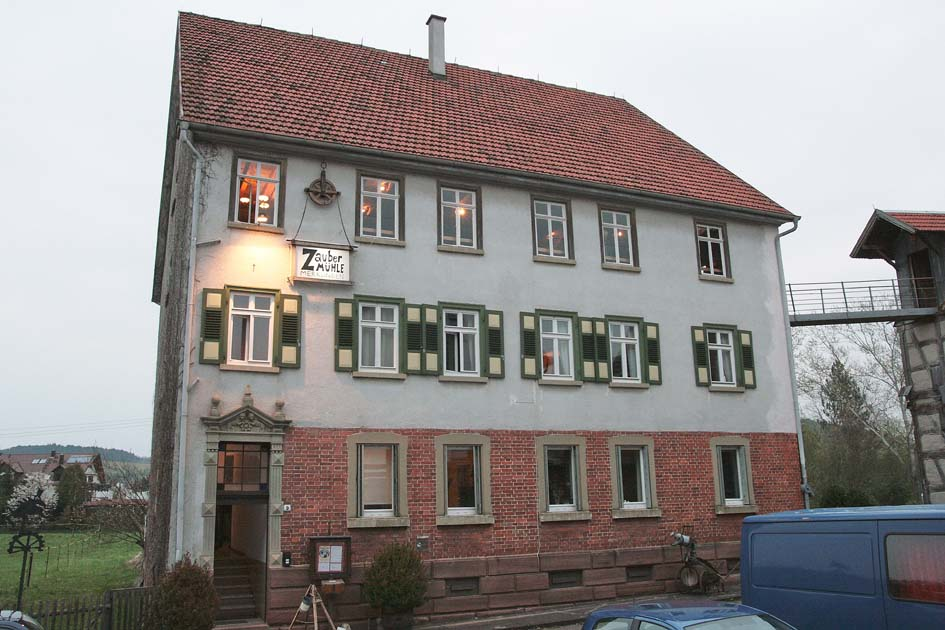
Zaubermühle Merklingen

Zaubermühle Merklingen ist ein Theater in Weil der Stadt bei Stuttgart, in dem ausschließlich Zaubershows gespielt werden.

## Geschichte

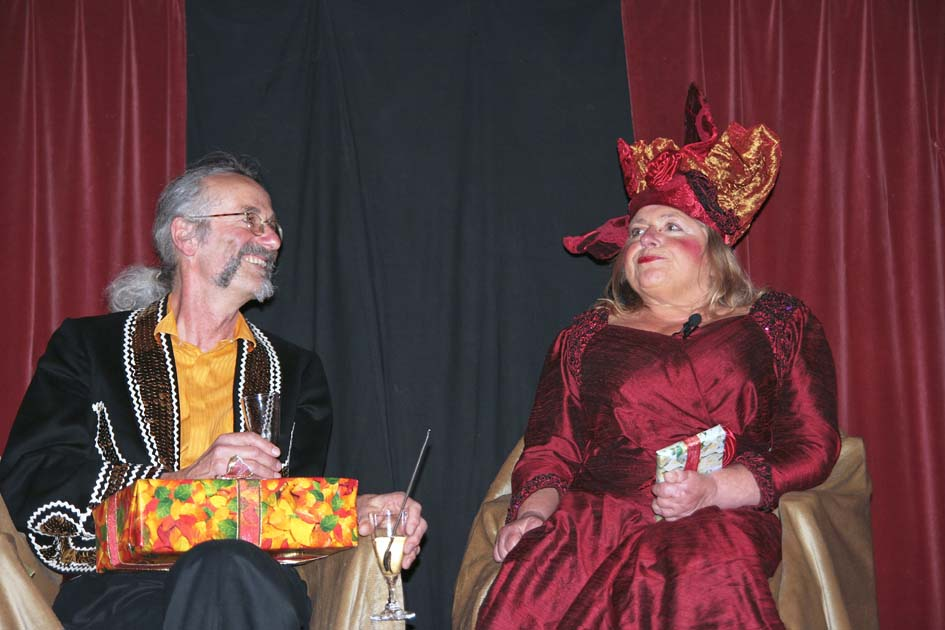
Das Künstlerpaar Frascatelli & Tre Face

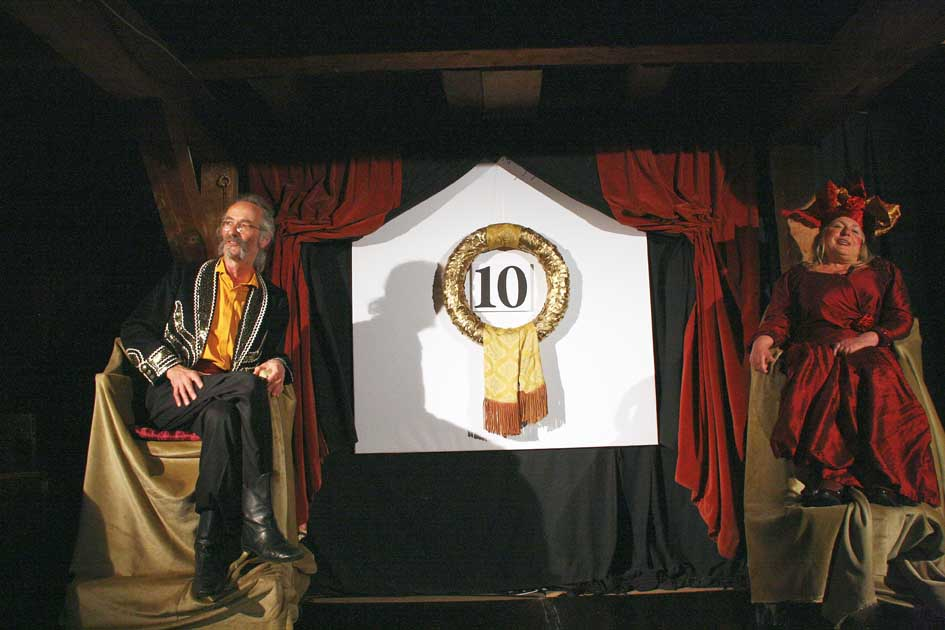
Zehnjähriges Jubiläum Zaubermühle

Hermes Kauter (* 1953) und Sigrid Wolbold (1952–2023) sind die Gründer der Zaubermühle Merklingen. Die beiden Künstler waren von 1980 bis 1988 als Mitglieder der Straßentheatergruppe „Traumflieger“ mit einem Zirkuswagen im süddeutschen Raum unterwegs. Von 1989 bis 2001 hatten beide mit dem Quacksalber Doctor Marrax und dem Inder Magda als „Magisches Spektakulum“ viele Auftritte, im Stil alter Jahrmarktstheater, bei Festivals, Straßenfesten und Großveranstaltungen. Ab 1990 waren Hermes Kauter und Sigrid Wolbold als Duo „Frascatelli & Tee Face“ in unzähligen Kleinkunstbühnen in Deutschland gebucht. „Signora Tre Face“ war als einzige deutsche Frau Mitglied in der internationalen „Psychic Entertainers Association“ mit Shows in den USA. Sie galt als Spezialistin für klare und bilderreiche Mentalmagie. Wegbegleiter waren der Entertainer Ted Lesley und der Storyteller Borodin, beide ebenfalls Mentalisten. „Frascatelli“ spielt heute noch viele Rollen und oftmals skurrile Figuren als Manipulator, Narr, Puppen- und Maskenspieler, Illusionist, Musiker, Komödiant und Geschichtenerzähler. 2002 gründeten die beiden in der ehemaligen „Kunstmühle Widmann“, das nunmehr ihr eigenes Haus war, das Theater „Zaubermühle Merklingen“. Seit 2021 ist das Zauberkünstlerpaar „Lucy und Jakob Mathias“ mit im Ensemble.

## Der Theaterraum
Der Theatersaal verfügt über 84 Plätze in 8 Reihen, die auf eigenwillige Weise aufsteigend angeordnet sind. Kaum ein Stuhl gleicht dem anderen. Die Sitzgelegenheiten stammen aus Kinos, Wirtschaften, Schulen, Kirchen, Schlössern und Jugendstilhäusern. Wo früher Mahlwerke und Rüttelsiebe standen, befinden sich heute Vitrinen mit allerhand Kuriositäten. So wie sie früher zur Erbauung des Publikums präsentiert wurden. Es ist ein Museum im Stil der alten Wunderkammern. Innerhalb des Theaterraumes steht ein Bereich für die Bewirtung zur Verfügung.

## Auszeichnung
2013 wurden die beiden Künstler mit dem Johann Nepomuk Hofzinser-Gedächtnisring für ihre hervorragende Leistung auf dem Gebiet die Zauberkunst speziell in ihrem Theater geehrt.

## Die Programme
Die aktuellen Termine und Spielangebote werden auf der Homepage veröffentlicht.
Im Repertoire sind:
- Dinge der Unmöglichkeit
- Winterzauber
- Magische Nacht

Diese Programme können individuell gebucht werden:
- Magische Juwelen
- 12 Nationen unter einem Hut
- Der Narr Frascatelli und sein Zauberkarren

## Belege
1. ↑  Fachzeitschrift Magische Welt, Heft 1, 2010
2. ↑  Fachzeitschrift Magische Welt, Heft 6, 2013

Koordinaten: 48° 46′ 10,8″ N, 8° 51′ 17,7″ O